# 스트룀그렌구

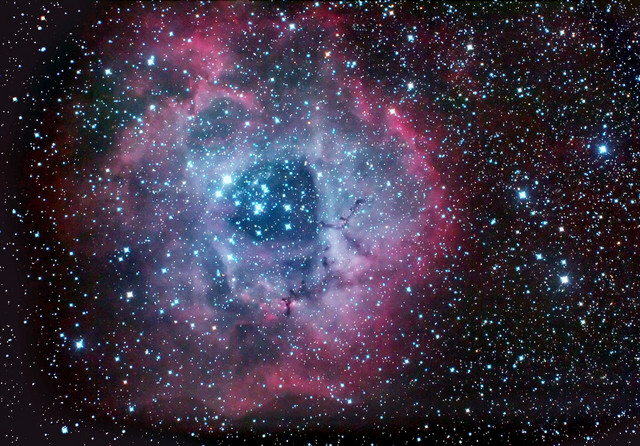

스트룀그렌구(Strömgren sphere)란 이론천체물리학에서 OB성 주위를 둘러싼 전리수소(H II)가 이루는 구(球)이다. 이 이론은 1937년 덴마크 천문학자 벤그트 스트룀그렌이 유도해냈으며, 그의 이름이 붙었다. 스트룀그렌구를 확인할 수 있는 가장 좋은 사례로 장미 성운이 있다.
스트룀그렌구의 크기는 스트룀그렌 반지름(Strömgren radius)으로 서술될 수 있다. 스트룀그렌구가 기하학적으로 완전한 구형이며, 전기적 평형을 이루고 있는 수소 가스만으로 이루어져 있다고 가정한다. 여기에 단위 시간에 중심 별에서 나오는 광자의 수가 재결합되는 이온의 수와 같다는 관계식을 놓으면, 다음과 같은 스트룀그렌 반지름 rS을 구할 수 있다.
{\displaystyle r_{S}\simeq \left({\frac {3N}{4\pi \alpha }}\right)^{1/3}n_{H}^{-2/3}}
단, 여기서 α는 재결합 상수이며, nH는 수소의 밀도다.

## 같이 보기
- 재전리